# Eno (rapper)
Eno, pseudonimo di Ensar Albayrak (Kovancılar, 18 giugno 1997), è un rapper tedesco di origine curda.

## Biografia
Ensar Albayrak nasce a Kovancılar, in Turchia, arrivando a Wiesbaden, in Germania, a tre anni e mezzo. Inizialmente clandestino, comincia a frequentare la scuola all'età di otto anni, diventando l'unico in famiglia ad ottenere un diploma di scuola superiore.

## Carriera
Inizia una carriera musicale nel 2016, caricando i suoi primi brani su YouTube, guadagnando visibilità soprattutto grazie alla canzone Wer macht Para?, realizzata insieme a Dardan. Nel 2017 firma per l'etichetta Kopfticker Records del rapper Xatar, che lascerà un anno dopo. Nello stesso anno pubblica il mixtape di 10 tracce Xalaz, seguito, il 26 ottobre 2017, dal primo album in studio, Wellritzstrasse.
Il 3 maggio 2019 è la volta del secondo album Fuchs, caratterizzato dalla presenza di Mero, Jamule, Reezy, Xatar, Luciano e Noah. Il disco raggiunge il terzo posto nella classifica tedesca. I suoi lavori seguenti sono Bonität, nel 2020, che vede la partecipazione di artisti come Ezhel, Nimo e Miami Yacine, ed Ensar, il 27 agosto 2021. 
Il 28 ottobre pubblica il quinto album, Brot, comprendente 16 tracce e le collaborazioni di Bausa, Yasin, Xatar e Haftbefehl.
Nel 2022 recita nel film biografico su Xatar Rheingold.

## Discografia

### Album in studio
- 2018 – Wellritzstrasse
- 2019 – Fuchs
- 2020 – Bonität
- 2021 – Ensar
- 2022 – Brot
- 2023 – D-Tec

### Mixtape
- 2017 – Xalaz

### EP
- 2024 – Sommer EP